# Carboneros
Carboneros és un municipi de la província de Jaén, en la comarca de Sierra Morena. La seva població és de 671 habitants segons el cens de 2006 (INE).